# Julian Jednaszewski
Julian Jednaszewski (ur. 10 stycznia 1899 w Sochaczewie, zm. 5 maja 1942 w Ponarach pod Wilnem) – plutonowy Wojska Polskiego II RP, uczestnik wojny polsko-bolszewickiej, żołnierz Związku Walki Zbrojnej w Wilnie, ofiara zbrodni w Ponarach.

## Życiorys
Był synem Andrzeja. W Sochaczewie ukończył szkołę powszechną. W roku 1913 przeprowadził się z rodziną do Warszawy. Tam w 1918 roku ukończył mechaniczną szkołę zawodową. Potem wstąpił do wojska i wziął udział w wojnie polsko-bolszewickiej jako żołnierz 5 pułku piechoty Legionów. Po wojnie został skierowany do Wilna, gdzie służył w wojsku jako podoficer zawodowy w stopniu plutonowego. W roku 1937 ze względu na stan zdrowia Jednaszewski przechodzi na emeryturę wojskową.
Po wybuchu II wojny światowej zostaje ponownie powołany do wojska i bierze udział w kampanii wrześniowej. W czasie okupacji wstępuje w Wilnie do Związku Walki Zbrojnej. Do jego zadań należała opieka nad młodzieżą wileńską z konspiracyjnego Związku Wolnych Polaków, którą przygotowywał do służby wojskowej. Po wkroczeniu wojsk niemieckich do Wilna latem 1941 r. rządy w mieście przejęła kolaboracyjna administracja litewska. 11 września 1941 r. Julian Jednaszewski został aresztowany przez Saugumę – litewską policję bezpieczeństwa na służbie Niemiec. Pierwsze sześć tygodni Jednaszewski był przetrzymywany w areszcie przy ul. Ofiarnej, potem zaś trafił do więzienia na Łukiszkach. Tam był torturowany, nikogo jednak ze swoich współtowarzyszy z konspiracji nie wydał. Zimą 1941/1942 w związku z gwałtownym pogorszeniem stanu zdrowia trafił do szpitala więziennego, skąd udało mu się przekazać rodzinie grypsy, w których udzielał wskazówek, jakie działania trzeba podjąć w celu jego uwolnienia. Okazały się one jednak daremne.
5 maja 1942 został rozstrzelany w egzekucji zbiorowej w Ponarach pod Wilnem, razem z dużą grupą polskiej młodzieży. Zbrodni dokonał litewski oddział Ypatingasis būrys, zwany przez wilnian strzelcami ponarskimi. Nazwisko Jednaszewskiego znajduje się na tablicy pamiątkowej w polskiej kwaterze Memoriału w Ponarach, a jego grób symboliczny jest także w Koszalinie przy grobie żony Jadwigi.

## Życie osobiste
W roku 1924 wziął ślub z wilnianką Jadwigą Stankiewicz, córką Wincentego. Ze związku tego mieli czworo dzieci: Halinę Jenta (1925-2010), Zofię Pawłowicz (ur. 1927), Janusza (ur. 1929-2016) i Tadeusza (1932-2012). Dzieci Juliana osierocone w dzieciństwie, w czasach współczesnych angażowały się w działalność Stowarzyszenia „Rodzina Ponarska” i w upamiętnianie ofiar tej masowej zbrodni.

## Ordery i odznaczenia
- Medal Pamiątkowy za Wojnę 1918–1921
- Medal Dziesięciolecia Odzyskanej Niepodległości